# Giuseppe Domenichelli
Giuseppe Domenico Riccardo Domenichelli (* 31. Juli 1887 in Bologna; † 13. März 1955 ebenda) war ein italienischer Turner und zweifacher Olympiasieger.
Bei den Olympischen Sommerspielen 1912 in Stockholm gewann er mit dem italienischen Team den Mannschaftsmehrkampf. Acht Jahre später bei den Spielen in Antwerpen konnte er diesen Erfolg wiederholen. Domenichelli nahm nie an olympischen Einzelwettkämpfen teil.